# 1597
Évszázadok: 15. század – 16. század – 17. század
Évtizedek: 1540-es évek – 1550-es évek – 1560-as évek – 1570-es évek – 1580-as évek – 1590-es évek – 1600-as évek – 1610-es évek – 1620-as évek – 1630-as évek – 1640-es évek
Évek: 1592 – 1593 – 1594 – 1595 –  1596 – 1597 – 1598 – 1599 – 1600 – 1601 – 1602

## Események

### Határozott dátumú események
- január 29. – Kutassy János kalocsai érseket esztergomi érseknek, majd június folyamán királyi helytartónak nevezi ki Rudolf magyar király.
- szeptember 25. – IV. Henrik francia király hat hónapi ostrom után elfoglalja Amiens-t.[1]
- december 23. – Titkos egyezmény Báthory Zsigmond erdélyi fejedelem és Rudolf magyar király között. A fejedelem átadja Erdélyt a Habsburg uralkodónak, cserébe Oppeln (lengyelül Opole, magyarul Opoly) és Ratibor sziléziai hercegségeket kapja meg.[2]

### Határozatlan dátumú események
- március – Pálffy Miklós báró visszafoglalja Tatát a töröktől. (Mehmed hadvezér szeptemberben ismét török uralom alá hajtja a várost, illetve a várat.)
- szeptember és október között – A királyi sereg eredménytelenül ostromolja a török kézen lévő Győrt.[2]
- október – 
  - Pálffy Miklós báró megfutamítja Mehmed török hadait a Duna mentén fekvő Verőcénél.
  - Az erdélyi csapatok eredménytelenül ostromolják Temesvárt.[2]

## Születések
- január 31. – Jean-François Régis, francia jezsuita szerzetes, prédikátor, katolikus szent († 1640)
- február 24. – Vincent Voiture, francia költő († 1648)
- március 1. – Jean-Charles de la Faille, flamand jezsuita szerzetes, matematikus († 1652)
- április 13. – Giovanni Battista Hodierna, szicíliai csillagász († 1660)
- szeptember – Willem Kieft, holland kereskedő, a Új-Amszterdam-ot is magába foglaló Új-Hollandia kormányzója († 1647)
- december 23. – Martin Opitz, német barokk költő († 1639)

Bizonytalan dátum
- Cristóbal Diatristán de Acuña, spanyol misszionárius és felfedező († 1676 körül)
- Cornelis Jol, holland kalóz, a Holland Nyugat-indiai Társaság admirálisa († 1641)

## Halálozások
- június 20. – Willem Barents holland hajós és felfedező (* 1550 körül)
- november 24. – Enyedi György magyar unitárius püspök (* 1555)